# Толгойт (станція)
Толгойт (монг. Толгойт) — залізнична станція в Монголії, розташована на Трансмонгольській залізниці між станціями Емелт і Улан-Батор.
Розташована в однойменному районі на заході Улан-Батора.